# گمینا پاینچنو
گمینا پاینچنو (به لهستانی:  Gmina Pajęczno) یک گمینا در لهستان است که در شهرستان پاینچنو واقع شده‌است. گمینا پاینچنو ۱۱۳٫۴۴ کیلومتر مربع مساحت و ۱۱٬۶۵۵ نفر جمعیت دارد.